# Brouwers fixpunktssats
Inom matematik är Brouwers fixpunktssats en sats gällande fixpunkter uppkallad efter matematikern L. E. J. Brouwer.

## Satsen
Brouwers fixpunktssats säger att varje kontinuerlig funktion från det slutna enhetsklotet {\displaystyle D^{n}} för heltal n (enhetsklotet i {\displaystyle \mathbb {R} ^{n}}) till sig själv har minst en fixpunkt. Dvs, för funktioner {\displaystyle f:D^{n}\to D^{n}} existerar ett {\displaystyle x_{0}} sådant att {\displaystyle f(x_{0})=x_{0}}.
Egenskaperna som är inblandade i satsen (kontinuitet, fixpunkt) är invarianta under homeomorfier. Därför behöver inte definitionsmängden vara just enhetsklotet, utan något som är homoemorft med enhetsklotet går lika bra.
Om definitionsmängden för funktionen är ett öppet klot är satsen falsk, definitionsmängden måste alltså vara ett stängt klot.

## Historia
Satsen var en av de tidiga resultaten för algebraisk topologi och är grunden för mer generella fixpunktssatser som är viktiga inom funktionalanalysen. Satsen bevisades för {\displaystyle n=3} av Piers Bohl 1904, det allmänna fallet visades av Jacques Hadamard 1910 och av Brouwer 1912.